# Mlaska
Mlaska – zatoka w Chorwacji, na północnym wybrzeżu wyspy Hvar, oddalona około 4 km od miasteczka Sućuraj.
Nad zatoką znajduje się kemping, działający od początku maja do końca października. Został otwarty 1 maja 2001 roku, a część jego obszaru stanowi strefa dla nudystów. Pomieści ponad 600 osób. Plaża o powierzchni około 800 metrów otoczona jest lasem, a płytki obszar morza sięga do 10 metrów od plaży.